# Campionati mondiali di nuoto 2011
La XIV edizione dei Campionati mondiali di Nuoto FINA si è svolta a Shanghai, in Cina, dal 16 al 31 luglio 2011. La Cina ha ospitato questa manifestazione per la prima volta.

## Candidatura
Dopo un'iniziale rosa di sette potenziali candidature che includevano Seul (Corea del Sud), San Francisco (Stati Uniti d'America), Madrid (Spagna), Durban (Sudafrica) e il Giappone (nessuna città specificata), la Federazione internazionale del nuoto (FINA) ha ufficializzato quelle di Shanghai e Doha (Qatar) il 14 gennaio 2007.

La scelta definitiva di affidare l'organizzazione dell'evento alla Cina è avvenuta nel corso del Bureau FINA il 24 marzo 2007.

## Sedi di gara
Le sedi di gara dei mondiali sono due:
- Shanghai Oriental Sports Center, una struttura creata ad hoc per l'evento dotata di:
  - Piscina coperta (Indoor Stadium - 18.000 posti): Nuoto.
  - Piscina coperta (Natatorium - 5.000 posti): Pallanuoto.
  - Piscina all'aperto (Outdoor Diving Pool - 5.000 posti): Tuffi e Nuoto Sincronizzato.
- Jinshan City Beach, la spiaggia del distretto di Jinshan, nel mare di fronte alla quale si sono svolte le gare di Nuoto in acque libere[3].

## Discipline
In questa edizione dei mondiali sono state assegnate 68 (dopo le vittorie ex aequo nel nuoto) medaglie d'oro, tre in più rispetto all'edizione di Roma 2009, grazie all'introduzione della prova a squadre miste di nuoto di fondo:
| Disciplina                                                                          | Gare maschili | Gare femminili | Gare miste | Totale         |
| ----------------------------------------------------------------------------------- | ------------- | -------------- | ---------- | -------------- |
| • Nuoto • Nuoto in acque libere • Tuffi • Nuoto sincronizzato • Pallanuoto • Totale | 20 3 5 - 1 29 | 20 3 5 7 1 36  | - 1 - 1    | 40 7 10 7 2 66 |

## Calendario
| ● | Cerimonia di apertura | ● | Competizioni | ● | Finali | ● | Cerimonia di chiusura |

|                       | Luglio 2011 |    |    |    |    |    |    |    |    |    |    |    |    |    |    |    |    |
| Sport                 | 16          | 17 | 18 | 19 | 20 | 21 | 22 | 23 | 24 | 25 | 26 | 27 | 28 | 29 | 30 | 31 | T  |
| Cerimonie             | ●           |    |    |    |    |    |    |    |    |    |    |    |    |    |    | ●  |    |
| Nuoto                 |             |    |    |    |    |    |    |    | ●  | ●  | ●  | ●  | ●  | ●  | ●  | ●  | 40 |
| Nuoto in acque libere |             |    |    | ●  | ●  | ●  | ●  | ●  |    |    |    |    |    |    |    |    | 7  |
| Tuffi                 | ●           | ●  | ●  | ●  | ●  | ●  | ●  | ●  | ●  |    |    |    |    |    |    |    | 10 |
| Pallanuoto            |             | ●  | ●  | ●  | ●  | ●  | ●  | ●  | ●  | ●  | ●  | ●  | ●  | ●  | ●  |    | 2  |
| Nuoto sincronizzato   |             | ●  | ●  | ●  | ●  | ●  | ●  | ●  |    |    |    |    |    |    |    |    | 7  |
| Finali                | 1           | 2  | 3  | 4  | 2  | 3  | 4  | 4  | 5  | 4  | 5  | 4  | 5  | 6  | 7  | 7  | 66 |

## Medagliere
| Posizione | Paese         | Oro | Argento | Bronzo | Totale |
| --------- | ------------- | --- | ------- | ------ | ------ |
| 1         | Stati Uniti   | 17  | 6       | 9      | 32     |
| 2         | Cina          | 15  | 13      | 8      | 36     |
| 3         | Russia        | 8   | 6       | 4      | 18     |
| 4         | Brasile       | 4   | 0       | 0      | 4      |
| 5         | Italia        | 3   | 4       | 2      | 9      |
| 6         | Gran Bretagna | 3   | 3       | 0      | 6      |
| 7         | Australia     | 2   | 10      | 4      | 16     |
| 8         | Francia       | 2   | 4       | 5      | 11     |
| 9         | Paesi Bassi   | 2   | 1       | 3      | 6      |
| 10        | Grecia        | 2   | 1       | 1      | 4      |
| 11        | Danimarca     | 2   | 1       | 0      | 3      |
| 12        | Germania      | 1   | 3       | 9      | 13     |
| 13        | Svezia        | 1   | 1       | 0      | 2      |
| 14        | Ungheria      | 1   | 0       | 4      | 5      |
| 15        | Bielorussia   | 1   | 0       | 0      | 1      |
| 15        | Bulgaria      | 1   | 0       | 0      | 1      |
| 15        | Corea del Sud | 1   | 0       | 0      | 1      |
| 15        | Norvegia      | 1   | 0       | 0      | 1      |
| 15        | Svizzera      | 1   | 0       | 0      | 1      |
| 20        | Canada        | 0   | 4       | 3      | 7      |
| 21        | Giappone      | 0   | 4       | 2      | 6      |
| 22        | Spagna        | 0   | 1       | 5      | 6      |
| 23        | Polonia       | 0   | 1       | 0      | 1      |
| 23        | Serbia        | 0   | 1       | 0      | 1      |
| 25        | Sudafrica     | 0   | 0       | 3      | 3      |
| 26        | Messico       | 0   | 0       | 2      | 2      |
| 27        | Croazia       | 0   | 0       | 1      | 1      |
| 27        | Ucraina       | 0   | 0       | 1      | 1      |
| Totale    | Totale        | 68  | 64      | 66     | 198    |